# Esuperanzio (nome)
Esuperanzio  è un nome proprio di persona italiano maschile.

## Varianti
- Maschili: Esuberanzio[2][4], Esuberanzo[4], Essuperanzio, Esuperanzo[1]
  - Ipocoristici: Superanzio[2], Esu[3]
- Femminili: Esuperanzia[1], Esuberanzia[4], Essuperanzia, Esuperanza[1]

### Varianti in altre lingue
- Catalano: Exuperanci[5]
- Francese: Exupérance
- Latino: Exsuperantius[2][4]
  - Femminili: Exsuperantia[4]
- Spagnolo: Exuperancio[5]

## Origine e diffusione
Deriva dal nome augurale latino Exsuperantius, basato sul verbo exsuperare ("superare", "eccellere", "abbondare", da cui anche Esuperio); il significato può quindi essere interpretato come "che eccelle", "che si distingue dagli altri". 
È tipico delle Marche, dove riflette il culto locale di sant'Esuperanzio, patrono di Cingoli e Montefelcino.

## Onomastico
L'onomastico può essere festeggiato in memoria di più santi, alle date seguenti:
- 24 gennaio, sant'Esuperanzio, vescovo di Cingoli[6][7]
- 29 maggio, sant'Esuperanzio, vescovo di Ravenna[1][6][8]
- 22 giugno, sant'Esuperanzio, vescovo di Como[9]
- 11 settembre, sant'Essuperanzio, martire a Zurigo con i santi Felice e Regola[6]
- 30 dicembre, sant'Esuperanzio, diacono e martire con san Marcello a Spoleto sotto Massimiano[10][5]

## Persone
- Esuperanzio, prefetto del pretorio delle Gallie
- Esuperanzio di Cingoli, vescovo e santo
- Esuperanzio di Ravenna, vescovo e santo
- Giulio Esuperanzio, militare e storico romano